# Commanderie de Devesset
La commanderie de Devesset est une commanderie fondée par les Hospitaliers. Elle se situe à Devesset en France.

## Localisation

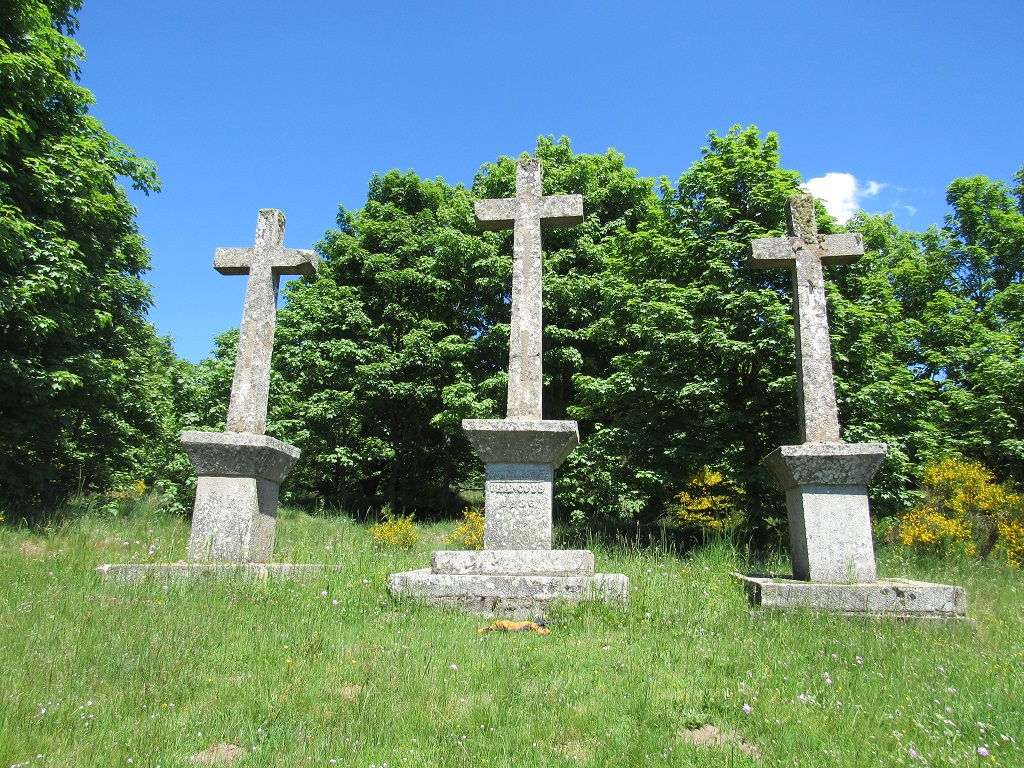

La commanderie est située sur la commune de Devesset, dans le Haut-Vivarais, département de l'Ardèche. À la limite avec le Velay qui se trouve à l'ouest. Elle se trouve à la périphérie est du village. On découvre d'abord un calvaire près de l'entrée.

## Historique
Attestée depuis 1246, la commanderie de Devesset a probablement été fondée par des frères hospitaliers de la commanderie Saint-Jean la Chevalerie du Puy. Érigée en siège de mandement relevant du comte de Valentinois à fin du XIIIe siècle, la commanderie devient au début du XIVe siècle le centre d'un castrum associant les fortifications hospitalières et ce que les sources appellent la villa nova Devesseti. Cette évolution s'observe aussi par la fondation d'une paroisse par les Hospitaliers à cette même époque.
Largement positionnés dans les communes actuelles de Tence et du Chambon, les Hospitaliers voient leurs biens augmenter au moment de la dévolution des biens des Templiers en 1312. Outre leur mandement correspondant à peu près à la commune actuelle de Devesset, les Hospitaliers vont tenter d'exercer la haute justice sur leurs possessions, et notamment sur les différentes granges, qui sont des fondations des frères de Devesset servant de relai à l'autorité de la commanderie. Associé dès le XIIIe siècle à la Langue d'Auvergne, l'établissement voit plusieurs de ses commandeurs devenir au cours du XIVe siècle les grand-prieurs de cette circonscription (Pons de Fay, Raynaud de Fay, Robert de Châteauneuf). Certains cumulent même cette charge avec celles de commandeur de Devesset et de Saint-Jean la Chevalerie.

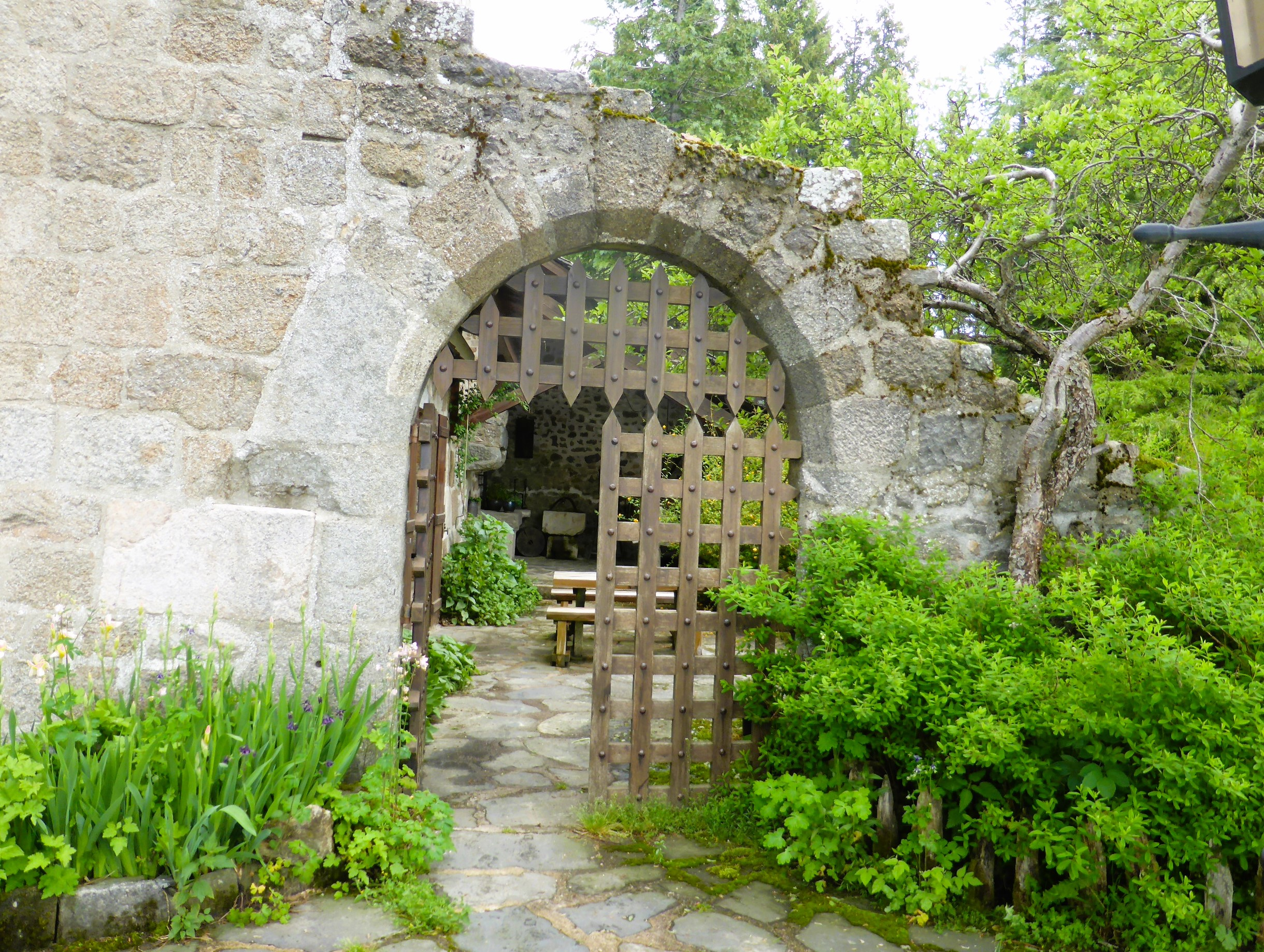
Entrée dans la commanderie.
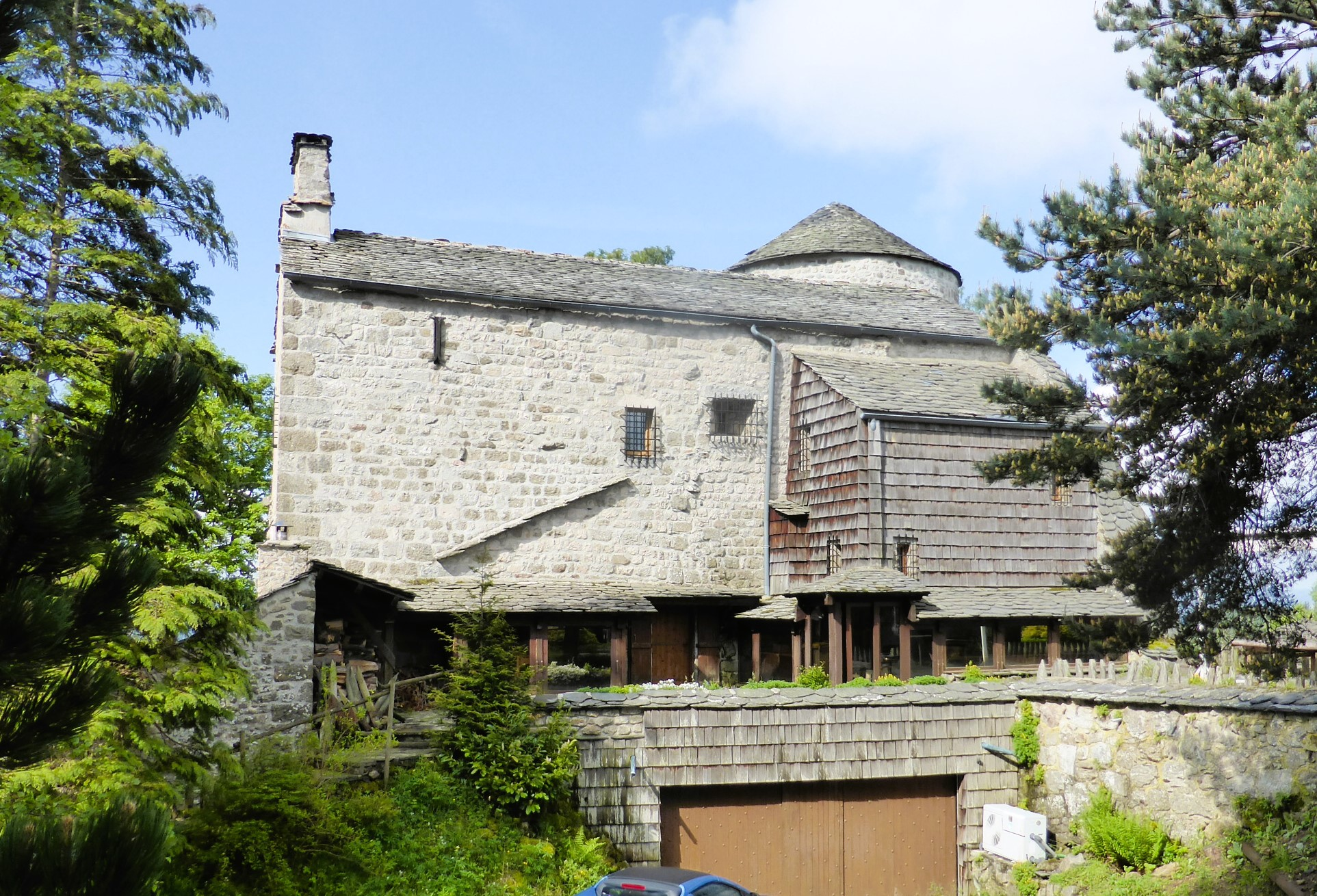
Commanderie  par le travers.
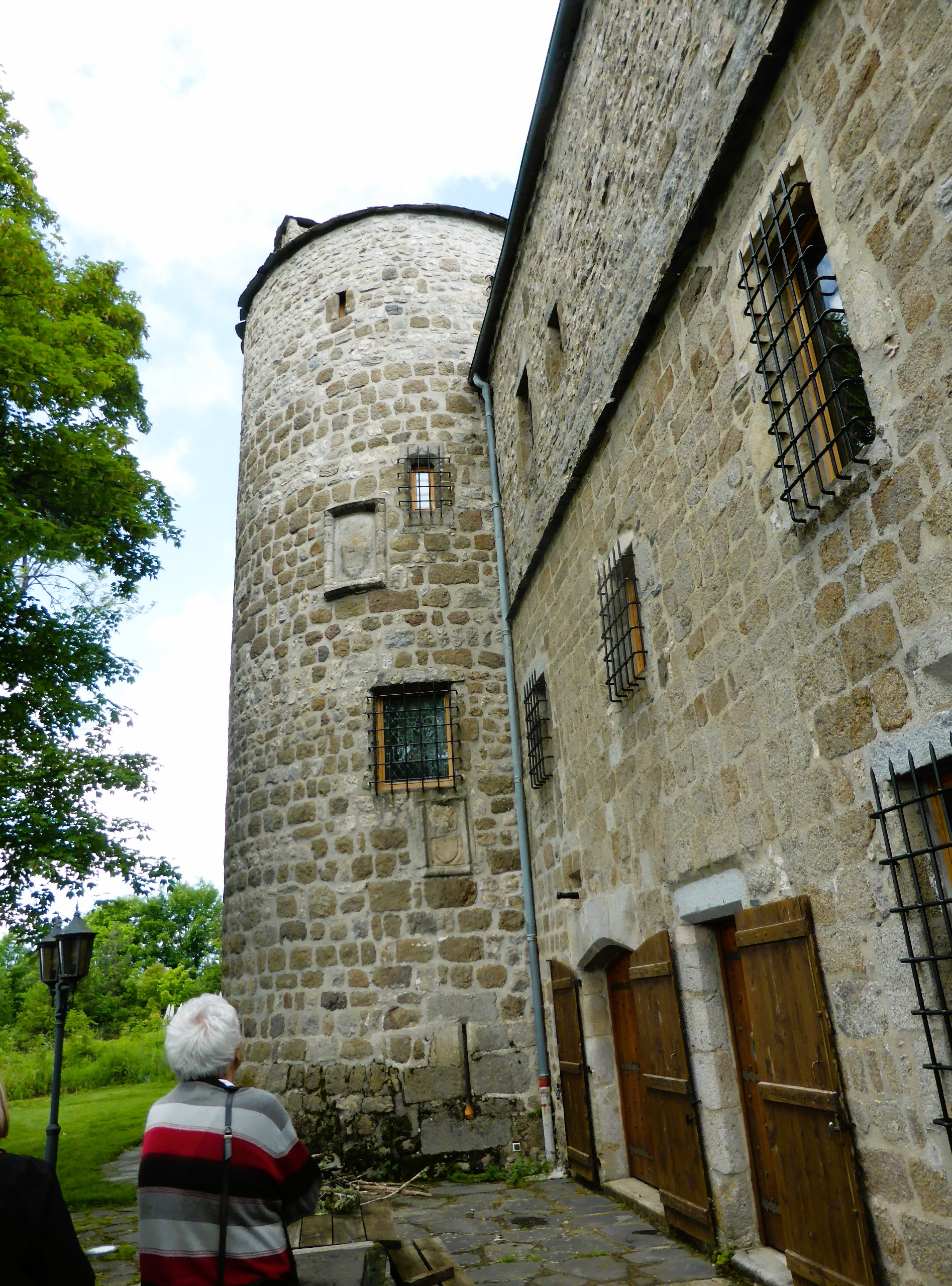
Commanderie vue latérale.
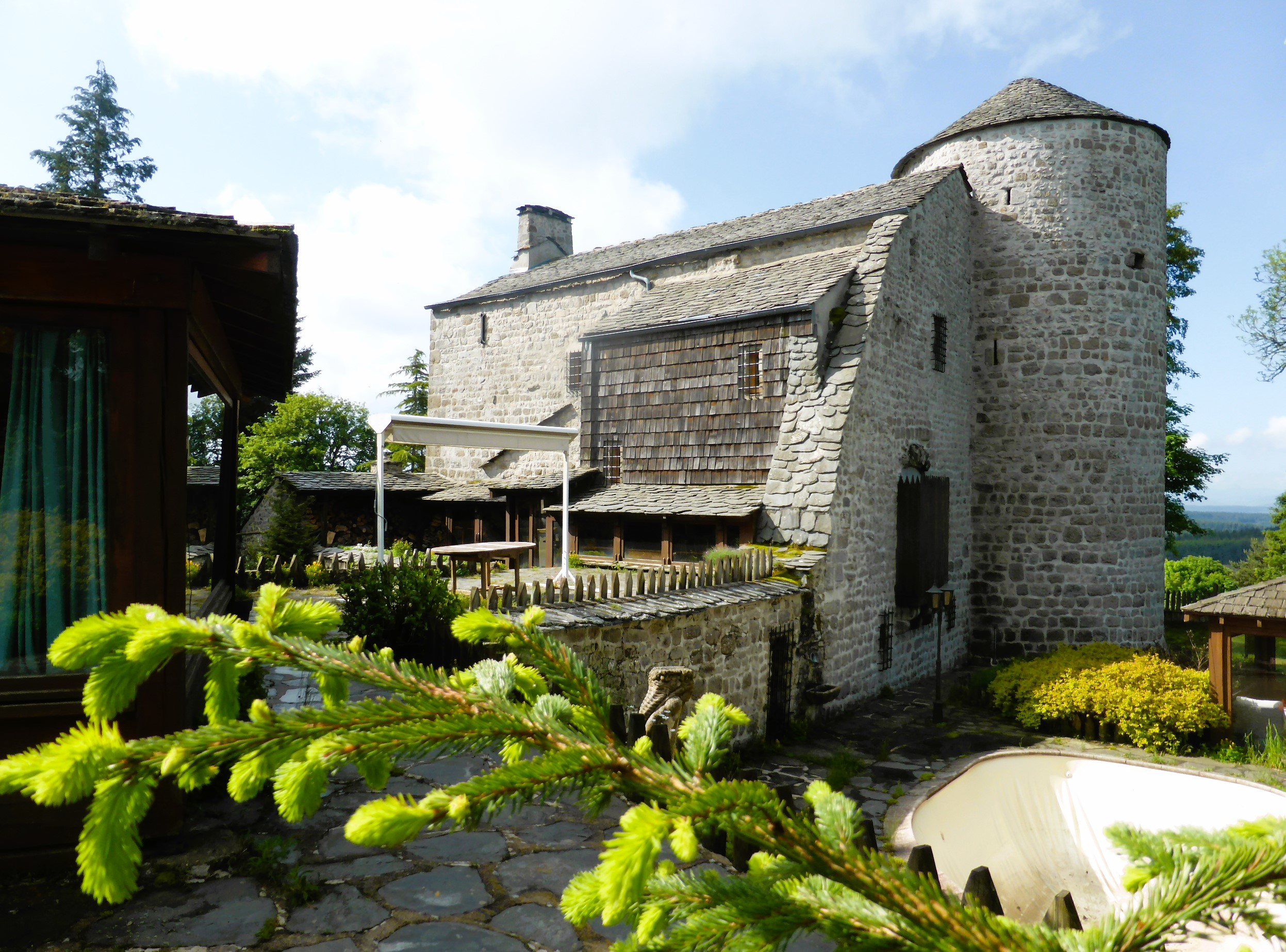
Commanderie vue d'ensemble.
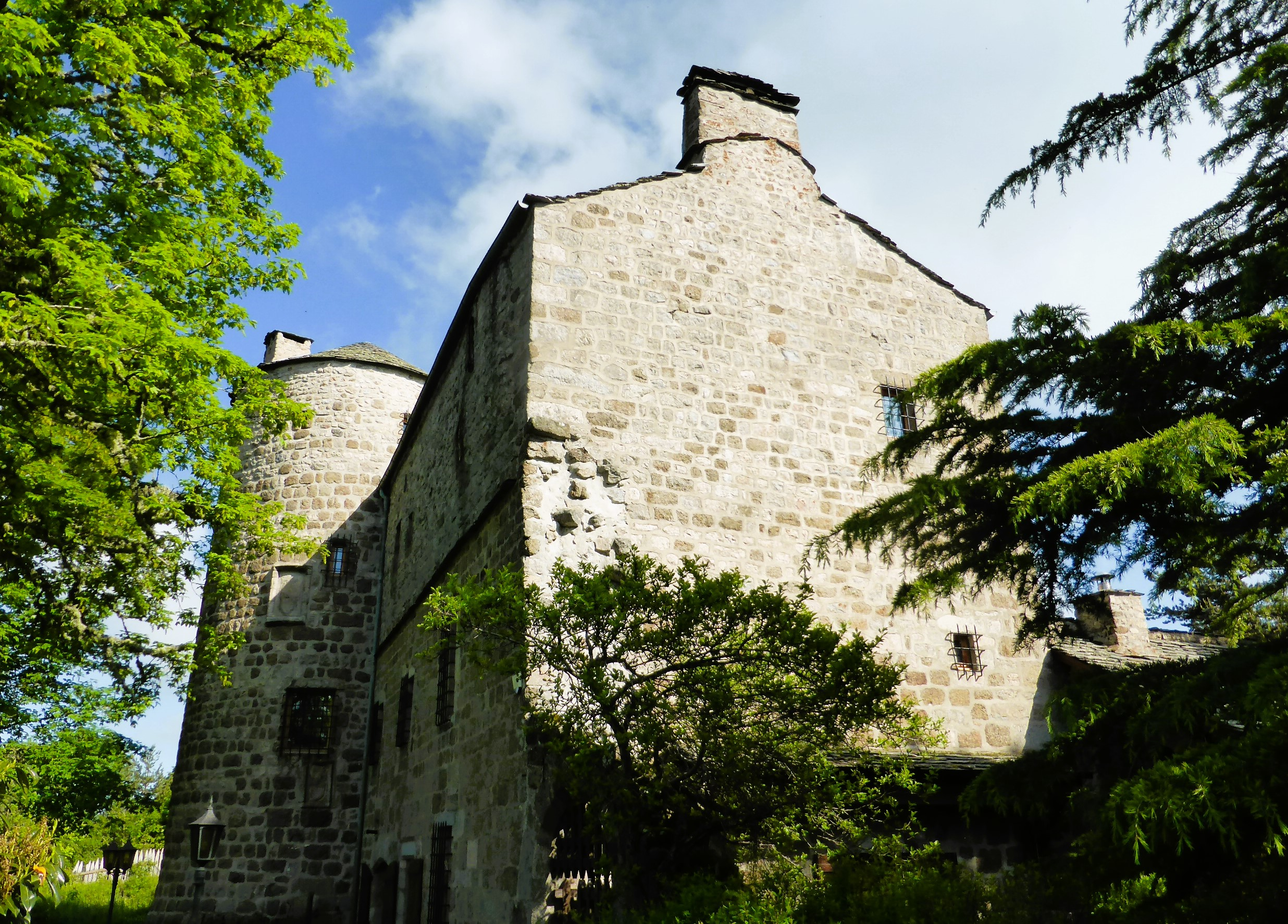
Commanderie vue perpendiculaire.
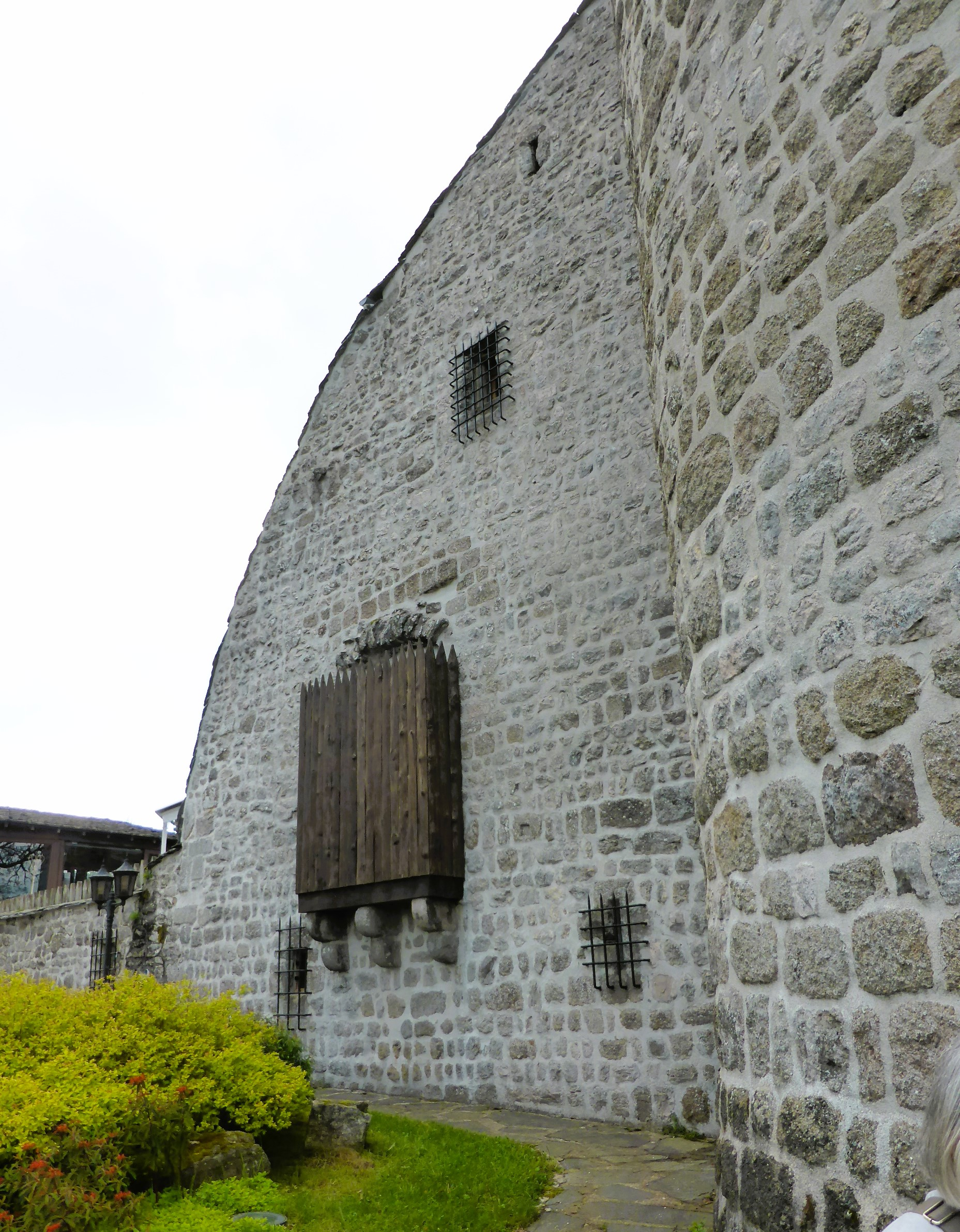
Commanderie vue terminale.
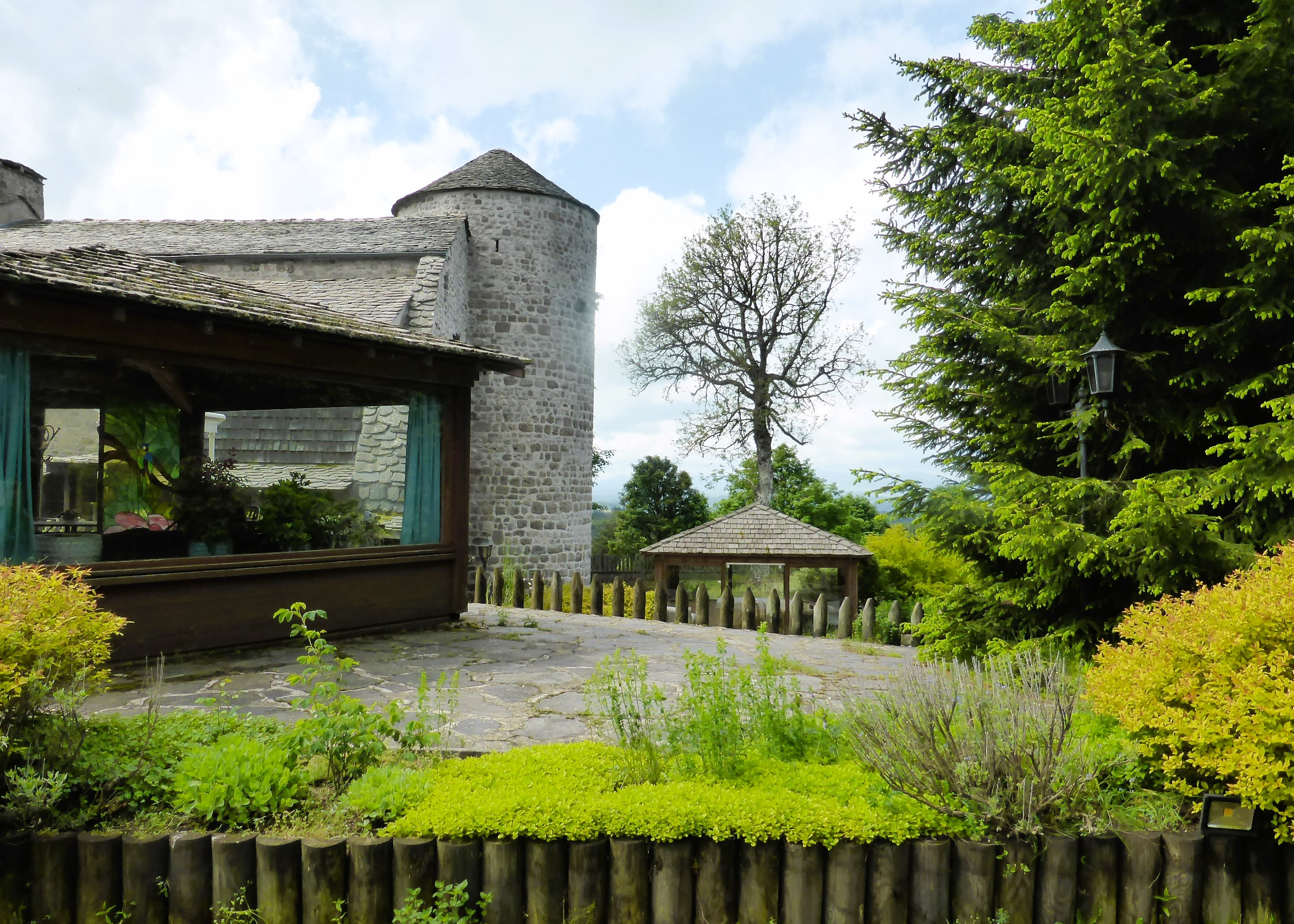
Commanderie ouverture vers le Velay.
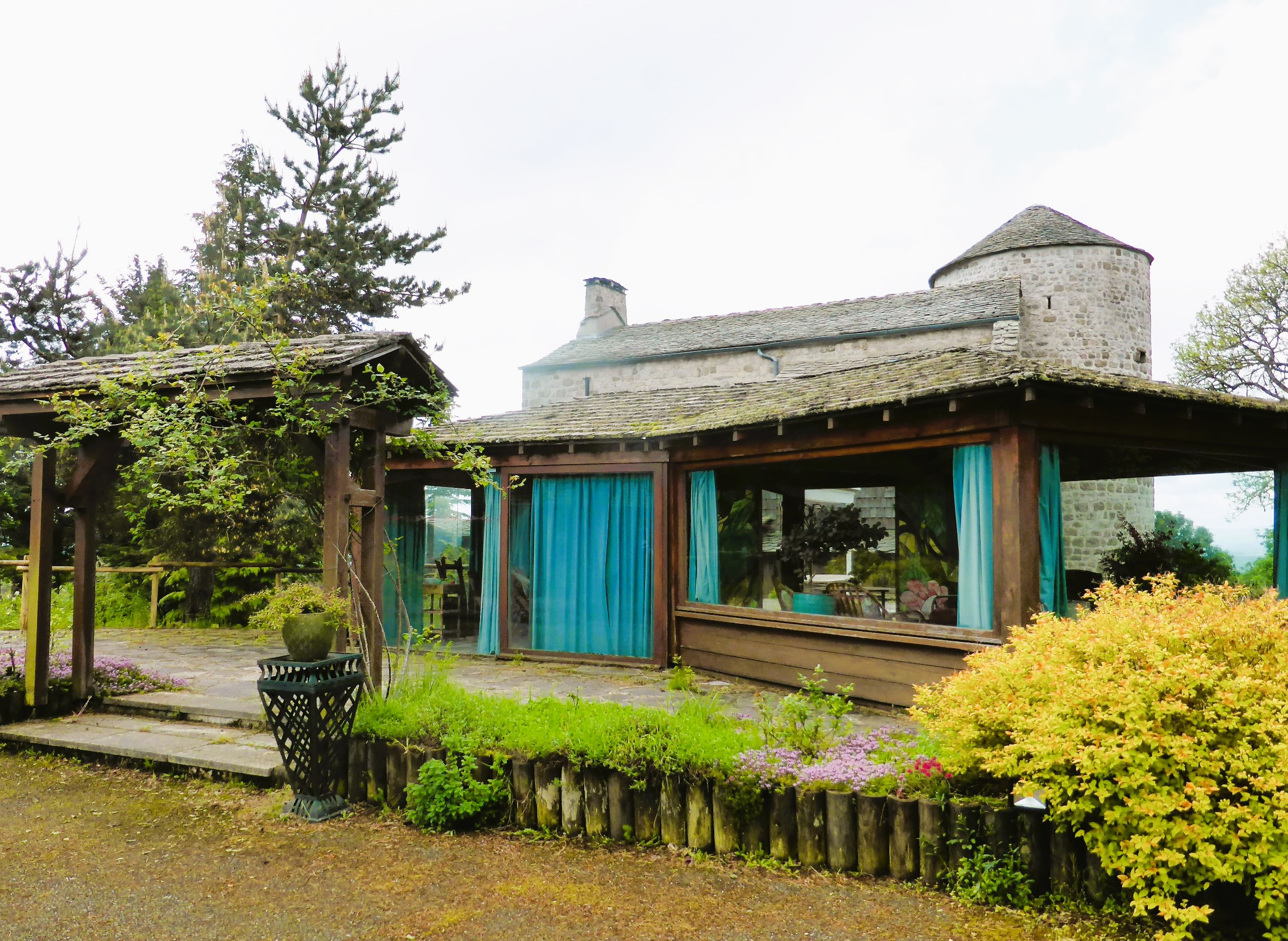
Abords de la commanderie.

La commanderie a été transformée en un véritable musée.

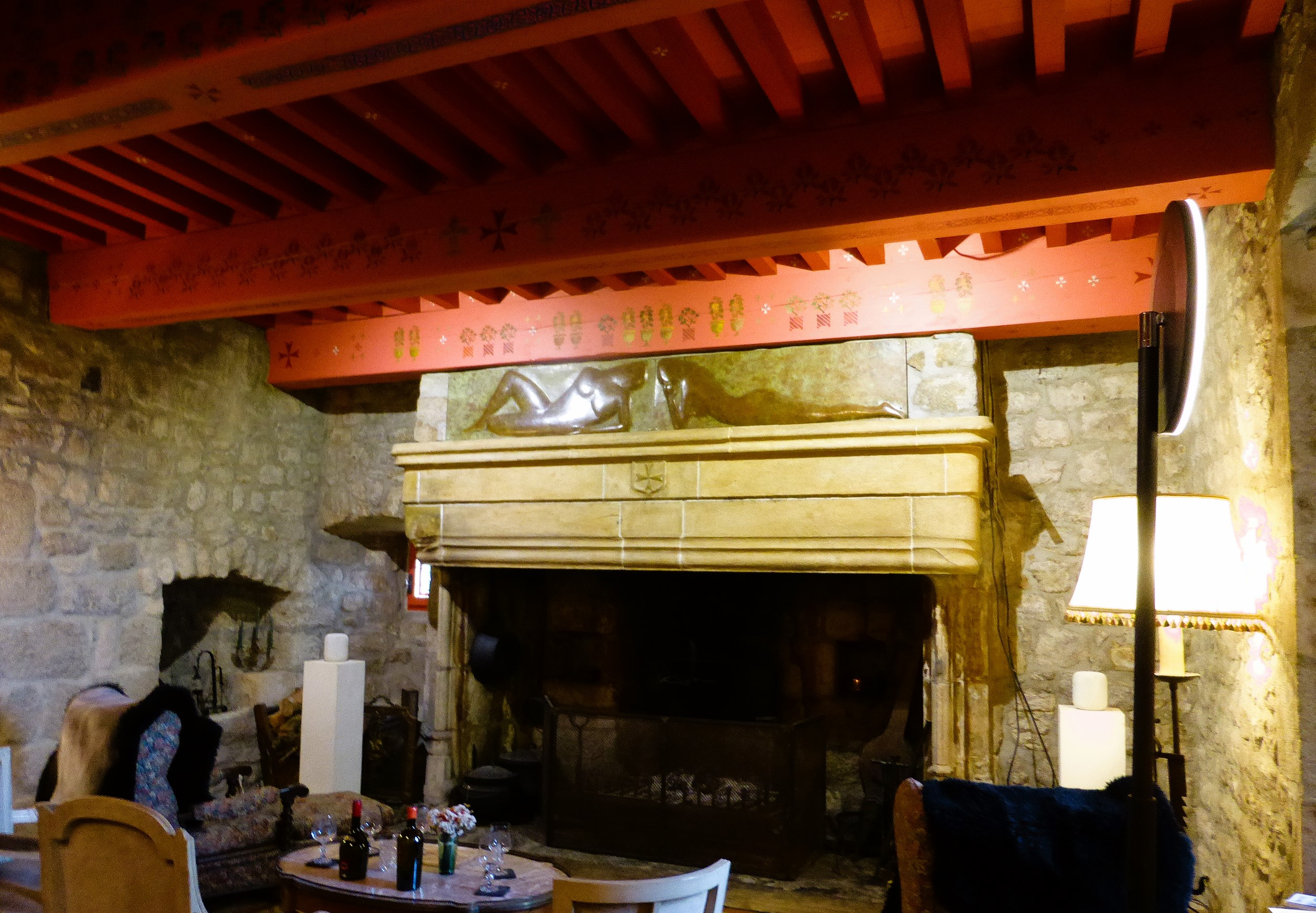
Cheminée à la commanderie.
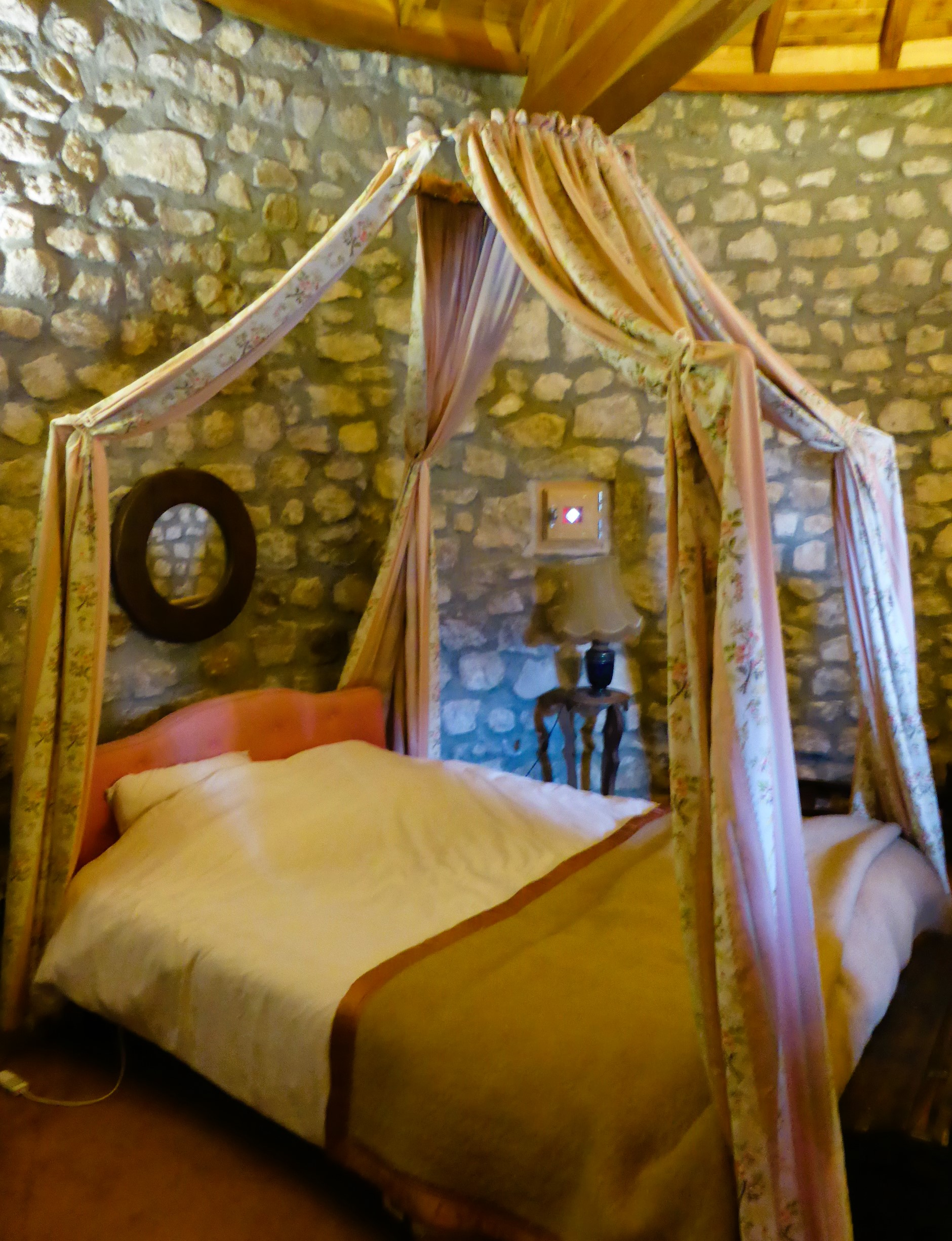
Lit avec dais.
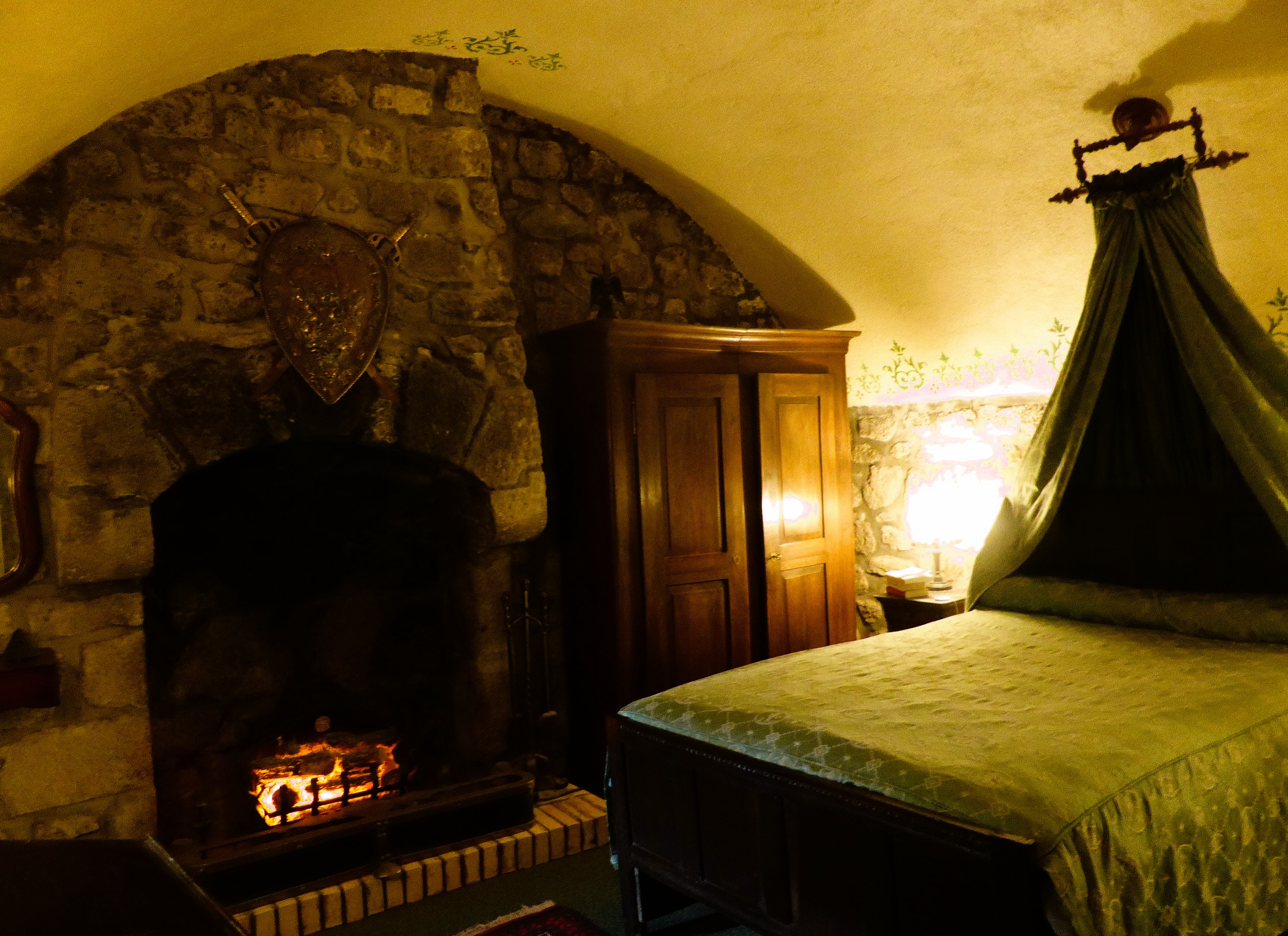
Lit et âtre.
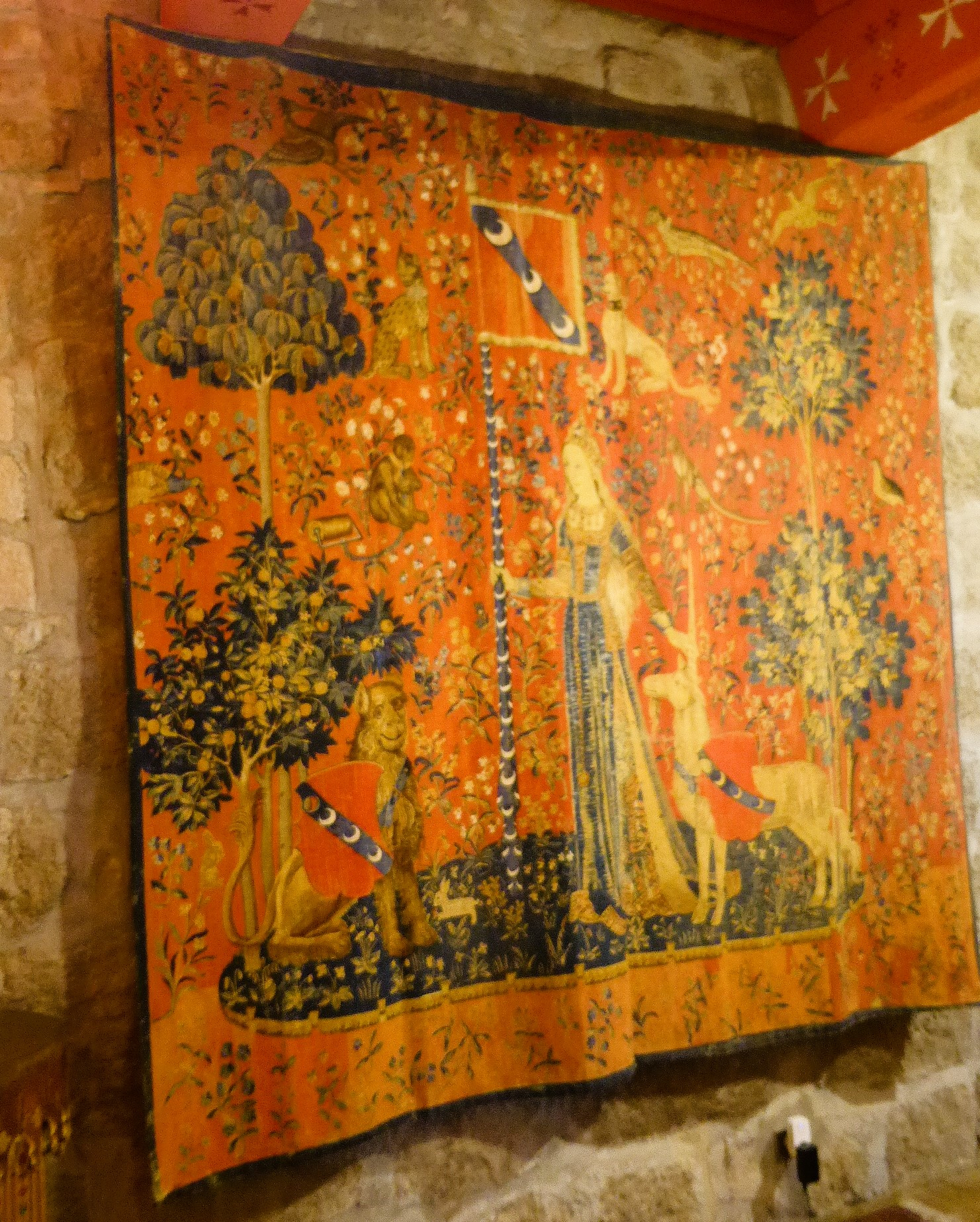
Tapisserie à la commanderie.
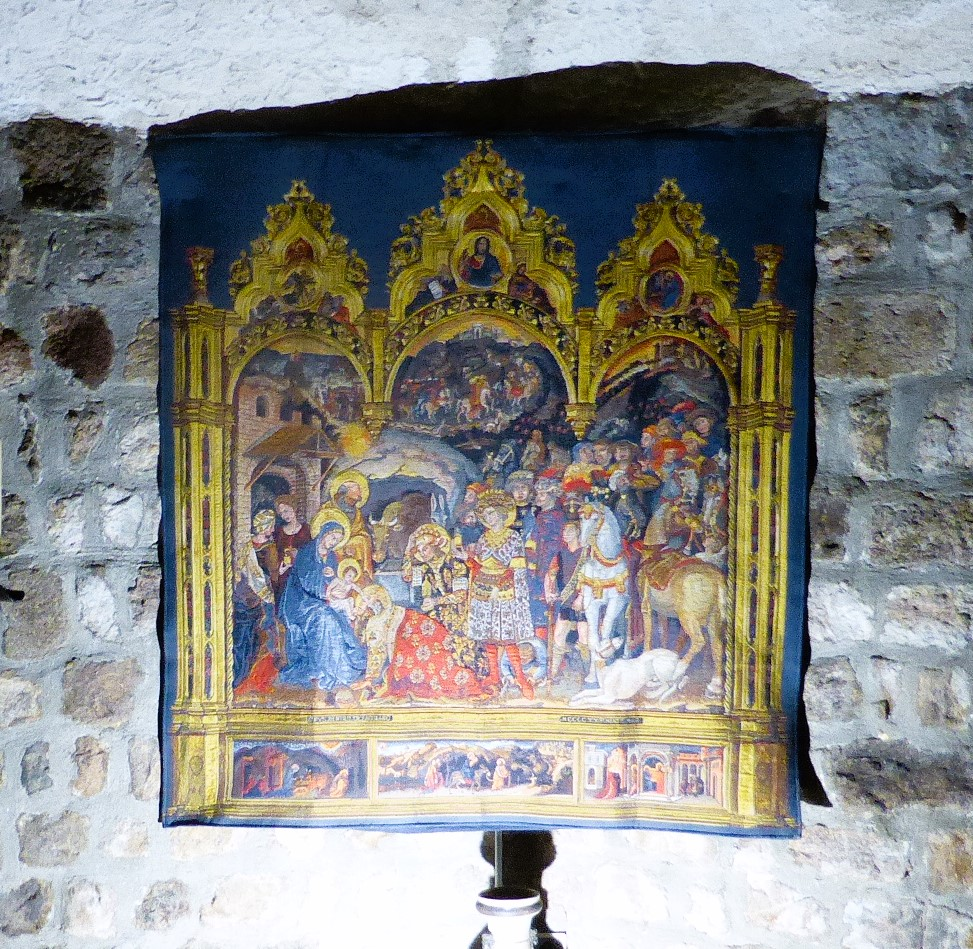
Autre tapisserie.
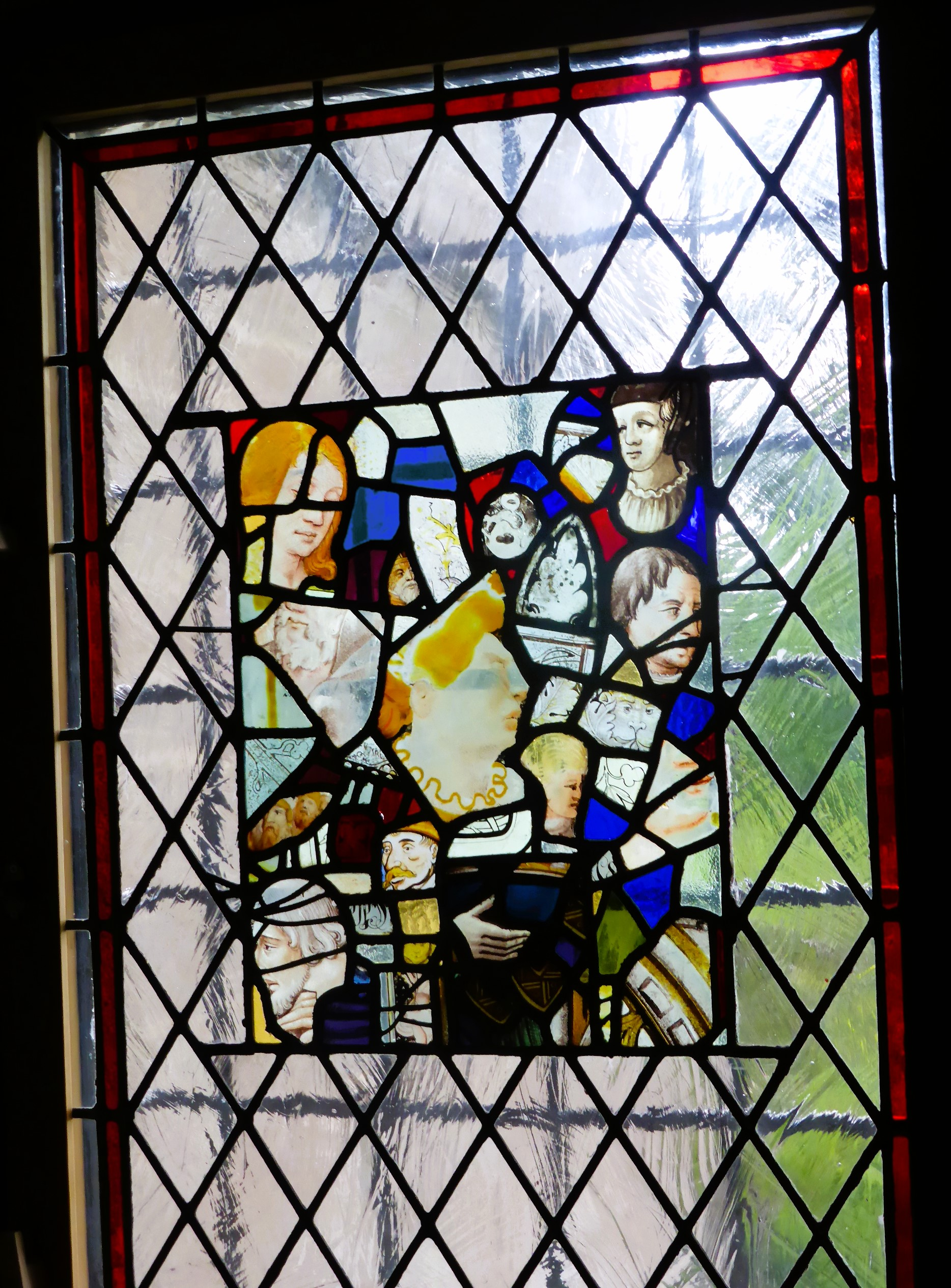
VItrail.

L'édifice est inscrit partiellement au titre des monuments historiques depuis 1980.